# خوان موراليس (لاعب كرة قدم)
خوان موراليس (بالإسبانية: Juan Vicente Morales)‏ هو لاعب كرة قدم أوروغواياني في مركز الدفاع، ولد في 18 أبريل 1956 في بايساندو في الأوروغواي، وتوفي في 11 سبتمبر 2020 في مونتيفيديو في الأوروغواي. شارك مع منتخب الأوروغواي تحت 20 سنة لكرة القدم ومنتخب الأوروغواي لكرة القدم. أما مع النوادي، فقد لعب مع بنيارول وتاليريس كوردوبا.

## وصلات خارجية
- خوان موراليس (لاعب كرة قدم) على موقع ناشيونال فوتبول تيمز (الإنجليزية)